# Atletica leggera ai Giochi della XXVI Olimpiade - 400 metri piani femminili

Video delle Semifinali

Video della Finale

I 400 metri piani hanno fatto parte del programma femminile di atletica leggera ai Giochi della XXVI Olimpiade. La competizione si è svolta nei giorni 26-29 luglio 1996 allo Stadio Olimpico del Centenario di Atlanta.

## Presenze ed assenze delle campionesse in carica
| Competizione         | Atleta            | Prestazione | Atlanta 1996 |
| -------------------- | ----------------- | ----------- | ------------ |
| Olimpiadi 1992       | Marie-José Pérec  | 48”83       | Presente     |
| Commonwealth 1994    | Cathy Freeman     | 50”38       | Presente     |
| Goodwill Games 1994  | Jearl Miles Clark | 50”60       | Presente     |
| Europei 1994         | Marie-José Pérec  | 50”33       | Presente     |
| Coppa del mondo 1994 | Irina Privalova   | 50”62       | 100 e 200 m  |
| Asiatici 1994        | Ma Yuqin          | 51”17       | Assente      |
| Panamericani 1995    | Julia Duporty     | 50”77       | Assente      |
| Africani 1995        | Fatima Yusuf      | 49”43       | Presente     |
| Mondiali 1995        | Marie-José Perec  | 49”28       | Presente     |
|                      |                   |             |              |
| Mondiali junior 1992 | Magdalena Nedelcu | 51”84       | Assente      |

## La gara
È la gara che Marie-José Perec non può perdere.

Tutte le migliori arrivano alle semifinali. La prima serie è vinta da Cathy Freeman in 50"32. Nella seconda Falilat Ogunkoya dà battaglia alla Perec, che per prevalere deve segnare un gran tempo: 49"19, la miglior prestazione mondiale dal 1992.
In finale la Perec si supera per contrastare le scatenate Freeman e Ogunkoya e stampa un eccezionale 48"25, un tempo che non si vedeva da dieci anni. Le posizioni dalla terza alla sesta sono le più veloci di sempre.
Marie-José Perec è l'unica atleta, indipendentemente dal sesso, ad essersi confermata campionessa olimpica dei 400 piani. Il suo 48"25 la issa al terzo posto di tutti i tempi nella graduatoria di specialità.

## Risultati

### Turni eliminatori
| 7 Batterie         | 26 luglio | 49 partenti   | Si qualificano le prime 4 + i 4 migliori tempi. |
| 4 Quarti di finale | 27 luglio | 8 + 8 + 8 + 8 | Si qualificano le prime 4.                      |
| 2 Semifinali       | 28 luglio | 8 + 8         | Si qualificano le prime 4.                      |
| Finale             | 29 luglio | 8 concorrenti |                                                 |

### Finale
| Pos | Paese       | Atleta           | Tempo |
| --- | ----------- | ---------------- | ----- |
|     | Francia     | Marie-José Pérec | 48"25 |
|     | Australia   | Cathy Freeman    | 48"63 |
|     | Nigeria     | Falilat Ogunkoya | 49"10 |
| 4   | Bahamas     | Pauline Davis    | 49"28 |
| 5   | Stati Uniti | Jearl Miles      | 49"55 |
| 6   | Nigeria     | Fatima Yusuf     | 49"77 |
| 7   | Giamaica    | Sandie Richards  | 50"45 |
| 8   | Germania    | Grit Breuer      | 50"71 |